# مغزرة بيروية
مغزرة بيروفية (الاسم العلمي: Polygala peruviana) هي نوع نباتي يتبع جنس المغزرة من فصيلة المغزرية.